# Your Name Engraved Herein
Your Name Engraved Herein (chinês: 刻在你心底的名字; bra: Seu Nome Gravado em Mim; prt: O Teu Nome Gravado em Mim) é um filme de drama romântico taiwanês de 2020, dirigido por Patrick Kuang-Hui Liu e estrelado por Edward Chen, Tseng Jing-hua e Leon Dai. O filme estreou em Taiwan em 30 de setembro de 2020, e seu lançamento internacional ocorreu através da Netflix em 23 de dezembro.
Your Name Engraved Herein é o filme com temática LGBT de maior bilheteria da história de Taiwan, bem como o filme mais popular de 2020, tornando-se o primeiro filme com tema gay (ou BL) a ultrapassar NT $ 100 milhões de bilheteria taiwanesa. O filme recebeu cinco indicações ao Golden Horse Award (o Oscar do mundo de língua chinesa) nas categorias de Melhor Fotografia e Melhor Canção Original.
A música tema, interpretada pelo cantor Crowd Lu e o ator principal Edward Chen, foi composta pelos compositores malaios Keon Chia (Chia Wang) e Hooi Yuan Teng (Hsu Yuan-Ting), e pelo advogado de Singapura Tan Boon Wah (Chen Wen-Hua). Em dezembro de 2020, o videoclipe conquistou mais de 21 milhões de visualizações no YouTube.

## Enredo
O filme começa mostrando o protagonista, Chang Jia-han (Edward Chen), também conhecido como A-han, encontrando-se com o padre de sua escola e professor de música da banda escolar, Padre Oliver (Fabio Grangeon), para discutir a briga em que ele acabara de entrar. Padre Oliver presume que a luta foi por causa de uma garota que A-han gosta; no entanto, A-han não responde, olhando para o Padre Oliver em silêncio.
Ambientada em Taiwan quando a lei marcial termina em 1987, Wang Po Te (Tseng Jing-hua), conhecido como Birdy, é transferido para a mesma escola secundária católica de A-han. Os dois se conhecem numa aula de natação, e lá, enquanto eles testam sua capacidade pulmonar prendendo a respiração embaixo d'água, A-han secretamente olha para Birdy, indicando seu interesse por ele. Mais tarde, A-ha e seus amigos junto com Birdy, saem escondidos à noite para se encontrarem com garotas. Todos os amigos de A-ha começam a ficar com as garotas, e uma delas tenta deixar A-ha excitado, mas sem sucesso. No dia seguinte, na aula de banda, o Padre Oliver dá uma aula para os alunos viverem o momento (“profiter du moment”) e discute o conceito de juventude e amor com a classe. A classe pergunta ao Padre Oliver sobre seu primeiro amor e, enquanto a história é contada, Birdy e A-han trocam olhares e sorrisos um para o outro. À noite, Birdy é pego pelo chefe do dormitório escapando com comida da cantina e é disciplinado com punições corporais. A-han vai para a ala dos chuveiros dar pomada em Birdy para suas feridas. Enquanto A-han espera Birdy terminar de tomar banho, o amigo de A-han, Horn, e seu grupo são mostrados intimidando e agredindo um estudante homossexual. A-han tenta evitar o pior e os garotos pressionam A-han a bater no menino por causa de sua homossexualidade e explicam que os pecadores devem ser punidos. Assim que A-han congela, Birdy sai do box do chuveiro, ajuda a vítima a se levantar e os dois vão embora. Horn pergunta a A-han se ele e Birdy estavam no mesmo box, mas A-han nega. Na mesma noite, Birdy foge para a cama de A-han, onde compartilha lanches roubados do escritório do dormitório.
Depois que o falecimento do presidente Chiang Ching-kuo é anunciado, os dois decidem fazer uma viagem a Taipei para lamentar. Eles se aproximam por meio de suas aventuras na capital. Enquanto em Taipei, Birdy e A-han veem um manifestante (Chi Chia-wei) em uma ponte suspensa, segurando uma placa dizendo "Homossexualidade não é uma doença!" A polícia detém violentamente o manifestante, enquanto A-han detém Birdy indignado e o impede de intervir. De volta à acomodação deles, A-han se inclina para beijar Birdy enquanto ele dorme. Um verão após a viagem, A-han espera ao lado do telefone todas as manhãs, até receber uma ligação de Birdy. Depois de se encontrarem, os dois garotos vão na nova scooter de A-han que sua mãe comprou para ele, para animá-lo. Os dois assistem a filmes juntos no cinema e roubam pôsteres de filmes da parede. Eles entram sorrateiramente em uma sala de projeção onde Birdy expressa seu desejo de se tornar um cineasta, pedindo a A-han para ir à escola de cinema com ele em Taipei. Eles são descobertos pelo dono do cinema e expulsos da sala. Na manhã seguinte, A-han tem um sonho molhado com Birdy.
No semestre seguinte, de volta às aulas, a introdução de uma política coeducativa é acrescenta na escola, pois a presença de alunas altera irrevogavelmente a dinâmica escolar. Apesar de permitir a matrícula de meninas, os funcionários da escola ainda são rígidos quanto à mistura entre os sexos. Na aula de banda, um oficial disciplinar da escola entra em uma discussão sobre manter meninos e meninas separados. Uma estudante Wu Ruo-fei (conhecida como Ban-Ban) se levanta depois que o oficial a repreende. Birdy também se intromete, despertando um interesse crescente entre os dois. Conforme Birdy e Ban-Ban começam a passar mais tempo juntos, A-han começa a ficar cada vez mais ciumento e desamparado. A-han entra em uma capela e ora por clareza; no entanto, Birdy entra e o provoca por falta de namorada e se oferece para apresentá-lo a alguém. A-han fica furioso com a atitude indiferente de Birdy e o acusa de brincar com seus sentimentos. Birdy chega a se declarar para Ban-Ban numa pegadinha usando um balão na escola, e isso irrita mais A-han. Mais tarde, A-han ajuda Birdy após este último sofrer um acidente com a moto de A-han. De volta aos dormitórios, A-han ajuda Birdy a tomar banho devido aos ferimentos. Eles logo se tornam íntimos, e A-han começa a masturbar Birdy. Birdy resiste, mas depois cede ao desejo. Quando Birdy chega ao clímax, ele beija A-han, mas então se desculpa. O par chora e se abraça enquanto compartilha um momento íntimo cheio de emoções conflitantes de amor, dor, vergonha e desejo.
Logo depois, Birdy começa a ignorar e evitar A-han, confundindo-o. Também é revelado que Ban-Ban foi expulsa da escola com Birdy apenas sendo detido por causa do balão. O pai de Birdy chega à escola e começa a espancá-lo por ser desobediente e não se concentrar na educação. A-han tenta impedir Birdy de ser atingido. Os dois meninos começam a brigar um com o outro. A briga é interrompida pelos professores e pelo Padre Oliver. Reconectando-se ao presente, na conversa entre A-han e o Padre Oliver, o Padre Oliver fala sobre sua juventude e como ele costumava se rebelar, mas tentava permanecer no caminho. Ele então se oferece para orar por A-han que é interrompido por Horn, que diz a A-han para ir para casa porque Birdy está lá. Quando A-han chega em casa, seus pais lhe dizem para não brigar com seu melhor amigo por uma garota, mas A-han quase fala o motivo da briga e discute com Birdy. A-han foge de casa, com Birdy o seguindo. Eles chegam a uma ilha onde A-han tenta tirar suas frustrações gritando, apenas para ser acalmado por Birdy. Eles têm conversas íntimas e vão nadar nus. Deitados nus na praia juntos, A-han toca Birdy suavemente e o beija, o que Birdy retribui. Os dois não se veem mais depois desse dia. Birdy se afasta para se concentrar em seus exames de admissão para a faculdade e A-han o liga uma última vez para confessar seu amor por ele tocando uma música (Your Name Engraved Herein, música tema de Crowd Lu). A dupla desmorona e chora de desejo devido ao desgosto.
Muitos anos depois, na reunião da banda da escola, um A-han de meia-idade (Leon Dai) comparece na esperança de encontrar Birdy (Wang Shih-hsien) novamente, o que é fútil. A-han então se reconecta com Ban-Ban, que agora é a ex-esposa de Birdy e tem filhos com ele. A-han pergunta como Birdy está, ao que Ban-Ban responde que eles raramente se encontram. Ban-Ban observa que a teimosia de Birdy em guardar seu segredo arruinou a vida de todos, enquanto desejava que Birdy tivesse contado a ela anteriormente, e observa que homens que amam homens é inato. A-han mais tarde viaja para Montreal para prestar homenagens no túmulo do Padre Oliver e se encontra com o antigo amante do Padre Oliver. Ele conta a A-han sobre a luta do Padre Oliver para aceitar sua identidade como homem homossexual e como ele se voltou para a religião para suprimir seus desejos. A-han ainda está perturbado por ele ser incapaz de se encontrar com Birdy, mas eles se encontram do lado de fora de um bar, onde falam sobre seu amor, lutas e relacionamento. Birdy finalmente admite que realmente amava A-han na época e era incapaz de aceitar isso. Quando eles chegam à acomodação de A-han, ele oferece a Birdy para entrar para tomar uma bebida, ao que Birdy recusa, mas aceita a oferta de caminharem juntos de volta para seu hotel. Enquanto eles caminham juntos, Birdy começa a cantar Your Name Engraved Herein, ao qual A-han se junta. O filme termina com o par mais velho assistindo seus eus mais jovens cantando um com o outro e pulando pelo beco juntos.

## Elenco
- Edward Chen (陳昊森) como Chang Jia-han (張家漢) apelidado de "A-Han" (阿漢)
  - Leon Dai (戴立忍) como um Chang Jia-han de meia-idade
- Tseng Jing-hua (曾敬驊) como Wang Po Te (王柏德) apelidado de "Birdy"
  - Wang Shih-hsien (王識賢) como um Birdy de meia-idade
- Fabio Grangeon como Oliver, padre e professor de música
- Mimi Shao (邵奕玫) como Wu Ruo-fei (吳若非), apelidada de "Ban-Ban" (班班)
  - Waa Wei (魏如萱) como uma Ban-Ban de meia-idade
- Long Shaohua (龍劭華) como o pai de Birdy
- Huang Liang (黃良) como o pai de Jia-han
- Wang Caihua (王彩樺) como a mãe de Jia-han
- Liu Changhan (劉昌翰) como o Reitor dos alunos
- Li An (黎安) como Xiaoling (曉玲), interesse amoroso de A-han
- Lin Huimin (林暉閔) como Xie Zhenhong (謝鎮宏), estudante gay que sofre homofobia
- Wu Chengyang (吳承洋) como Zhang Jiaming (張家明) apelidado de Horn, colega de A-han

## Recepção
Teo Bugbee do The New York Times comentou o filme, afirmando que “O diretor, Patrick Liu, tem olho para a maneira como o desejo físico se manifesta: os gestos de afeto, as posturas de pessoas que fingem não se reconhecer. Ele não apressa o romance entre os meninos e sua paciência permite que os atores desenvolvam uma química incrível. Embora o filme pudesse se basear no apelo de rostos bonitos e viagens roubadas a Taipei, Liu dá textura à sua saudade."
Escrevendo para o Yahoo Lifestyle SEA, Teng Yong Ping sugere que a "cena tocante de um telefonema em que Jia-han toca uma canção de amor que ele escreveu para Birdy (a premiada canção tema) provavelmente ligaria o sistema hidráulico para muitos espectadores" No entanto, Teng descobre que o "enredo romântico sincero" fica confuso quando "o último ato do filme avança inexplicavelmente a linha do tempo em 20 anos e transporta os personagens, agora adultos e interpretados por Leon Dai e Jason Wang, para uma corrente em Montreal, sob o pretexto de comparecer ao funeral de seu ex-professor, Padre Oliver. Esta estranha escolha de roteiro pode ser devido ao filme ter sido parcialmente financiado pelo governo canadense."

## Prêmios e indicações
| Ano  | Associações                                 | Categoria                       | Nomeações | Resultado | Ref    |
| ---- | ------------------------------------------- | ------------------------------- | --- | --------- | ------ |
| 2020 | Festival de Cinema Asiático de Osaka        | Melhor Ator Coadjuvante         | Leon Dai | Venceu    | [ 10 ] |
| 2020 | Taipei Film Awards                          | Melhor Ator Coadjuvante         | Leon Dai | Indicado  | [ 11 ] |
| 2020 | Taipei Film Awards                          | Melhor Artista Revelação        | Edward Chen | Indicado  | [ 11 ] |
| 2020 | Mostra Internacional de Cinema de São Paulo | Melhor Diretor Revelação        | Kuang-Hui Liu | Venceu    | [ 12 ] |
| 2020 | Golden Horse Awards                         | Melhor Ator Coadjuvante         | Leon Dai | Indicado  | [ 13 ] |
| 2020 | Golden Horse Awards                         | Melhor Artista Revelação        | Edward Chen | Indicado  | [ 13 ] |
| 2020 | Golden Horse Awards                         | Melhor Cinematografia           | Yao Hongyi | Venceu    | [ 13 ] |
| 2020 | Golden Horse Awards                         | Melhor Trilha Sonora Original   | Hou Zhijian, Huang Yuxun | Indicados | [ 13 ] |
| 2020 | Golden Horse Awards                         | Melhor Canção Original de Filme | "Your Name Engraved Herein" Música, Letras: Keon Chia (Chia Wang), Hooi Yuan Teng (Hsu Yuan-Ting), Tan Boon Wah (Chen Wen-Hua). Voz: Crowd Lu, Chen Haosen | Venceram  | [ 14 ] |